# 9号線 (ポーランド)
ポーランド国鉄9号線（ポーランド語;Linia kolejowa nr 9）は、首都ワルシャワのワルシャワ東駅とポモージェ県グダニスクのグダニスク中央駅を結ぶポーランド国鉄の鉄道路線である。全長は323.393 kmであり、全線が複線電化されている。

## 歴史

### プロイセン東部鉄道およびマリエンブルク＝ムワヴカ鉄道
フォン・デル・ハイト（August Freiherr von der Heydt, 1801~1874）は1849年にプロイセン商工大臣に任命されて、プロイセン東部鉄道建設の責任者となった。大臣は鉄道基金（Eisenbahnfonds）の資金で東部鉄道の建設を取り決めた。1852年8月6日にダンツィヒ - ディルシャウ（現在トチェフ）間がブロムベルク（現在ブィドゴシュチュ） - ディルシャウ間とともにプロイセン東部鉄道の本線として開通された。ケーニヒスベルク方面の線路建設はダンツィヒではなくてディルシャウより開始されたものの、最初に鉄道はバルト海三角州の支流であるノガト川の東側から建設された。1852年マリエンブルク（現在マルボルク）はすでに東部鉄道で連結された。1857年9月にヴィスワ川およびノガト川の鉄道橋工事が完了して、同年10月12日にトチェフ - マリエンブルク間が開業された。1873年から1875年にかけて、2番目の線路はマリエンブルク - ダンツィヒ間に設置された。
一方、私設鉄道会社のマリエンブルク - ムワヴカ鉄道（Marienburg-Mlawkaer Eisenbahn-Gesellschaft）は1872年に創立されて、1876年8月1日にマリエンブルク - ドイチュ・アイラウ（現在イワヴァ）間を開通した。同年10月21日にMME鉄道線はモントヴォまで、1877年5月15日にゾルダウ（現在ジャウドヴォ）まで延長された。1877年9月1日にゾルダウ - ムワヴァ間が開通されて、MME路線はヴィスワ川鉄道（ポーランド語: Droga Żelazna Nadwiślańska）の本線とワルシャワ方面に接続することとなった。1903年にMMEは国有化されて、マリエンブルク - 国境線区間はダンツィヒ管理局に編入された。

### ヴィスワ川鉄道
ロシア領ポーランドにおけるヴィスワ川鉄道は1874年2月22日に設立されて、ロシア皇帝アレクサンドル2世の勅許により建設許可は与えられた。ワルシャワ - ムワヴァ間はドイツとロシア間の条約4条と5条によれば複線および5フィート軌間（1524 mm）で建設されて、鉄道工事に何十ヶ所の鉄道橋と高架橋が必要であった。大部分の駅舎は木造建物で、ムワヴァ駅舎だけがレンガで建てられた。1877年7月末に工事は完了して、同年8月17日に列車運行が開始された。ヴィスワ鉄道のプロイセンと連結された部分は貿易と生産品供給の主要経路であった。またこの区間はロシアにとって軍事的に重要で、ロシア領ポーランドの主な要塞を結び、兵力、弾薬、軍装備の迅速な輸送が可能であった。他に、駅の周辺に休養地と施設が発達した。ヴィスワ川鉄道の運営権は1877年より20年間有効で、1897年7月1日にワルシャワ - ムワヴァ間はロシア政府により国有化された。

### ポーランド国営鉄道
第一次世界大戦の終戦後、ポーランドが独立して、ヴェルサイユ条約によりロシア領土地域とポーランド回廊はポーランドに割譲された。1920年よりドイツとポーランドの国境線はドイチュ・アイラウのドルヴェンツァ川に、ダンツィヒ自由市とドイツの国境線はマリエンブルクのノガト川に確定されて、ワルシャワ - ダンツィヒ線は三つの区間に分離された。ダンツィヒ管理局は1920年1月に解体されて、マリエンブルク - ドイチュ・アイラウ間はケーニヒスベルク管理局に編入された。ポーランド国営鉄道（Polskie Koleje Państowowe, PKP）は1920年に設立されて、ワルシャワ - ラコヴィツェ間を管轄することとなった。1921年12月にPKPはダンツィヒ自由市の区間を引き受けた。
1939年にレギョノヴォ - ナシエルスク区間でより短い新線が開通されたものの、戦争のため列車運行は間も無く中止された。第二次世界大戦の終戦後、ポーランドはダンツィヒと東プロイセンの相当部分を合併して、この路線は完全にポーランドの鉄道となった。
全線が複線化されており、最後の単線区間であったミコワイキ・ポモルスキエ - マルボルク間は1967年に複線化された。電化は段階的に行われ、1969年にグダニスク - トチェフ間、1972年にワルシャワ - ナシェルスク間、1983年から1985年にかけてナシェルスク - トチェフ間が電化された。

### 21世紀

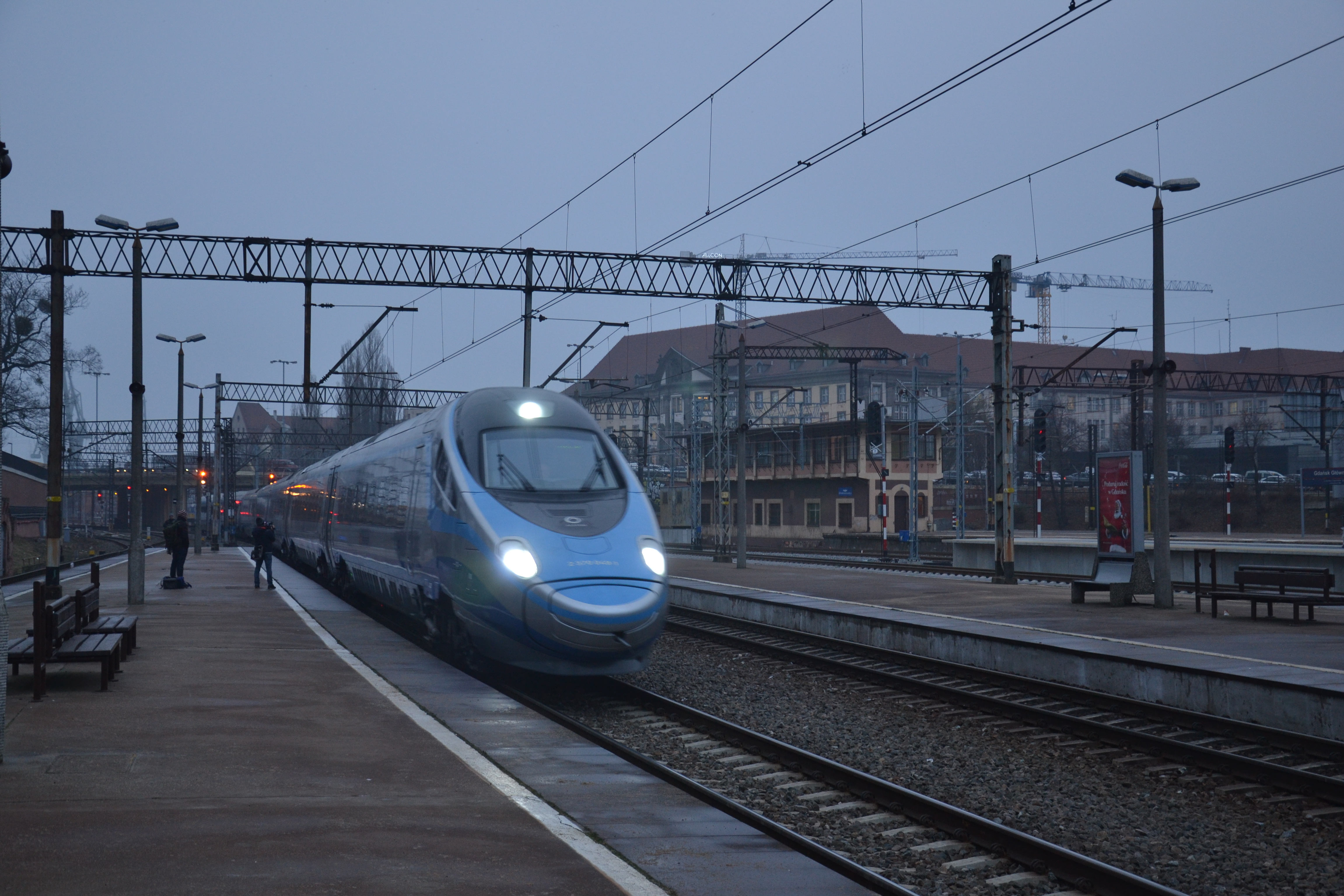
グダニスク中央駅に停車しているアルストム製のED250型

近代化以前の最高速度は80 - 120km/hであったが、2006年から2014年にかけて旅客列車の最高速度が160km/h 、貨物列車の最高速度が120km/hに引き上げられた。近代化の総費用は約100億ズロチ（1km当たり約3,100万ズロチ）である。さらに最高速度を200km/hに引き上げる計画が存在する。

## 列車
グディニャ - ウィーン間を結ぶユーロシティのほか、各方面に向かうインターシティや地域列車も存在する。